# Stephan Riccius

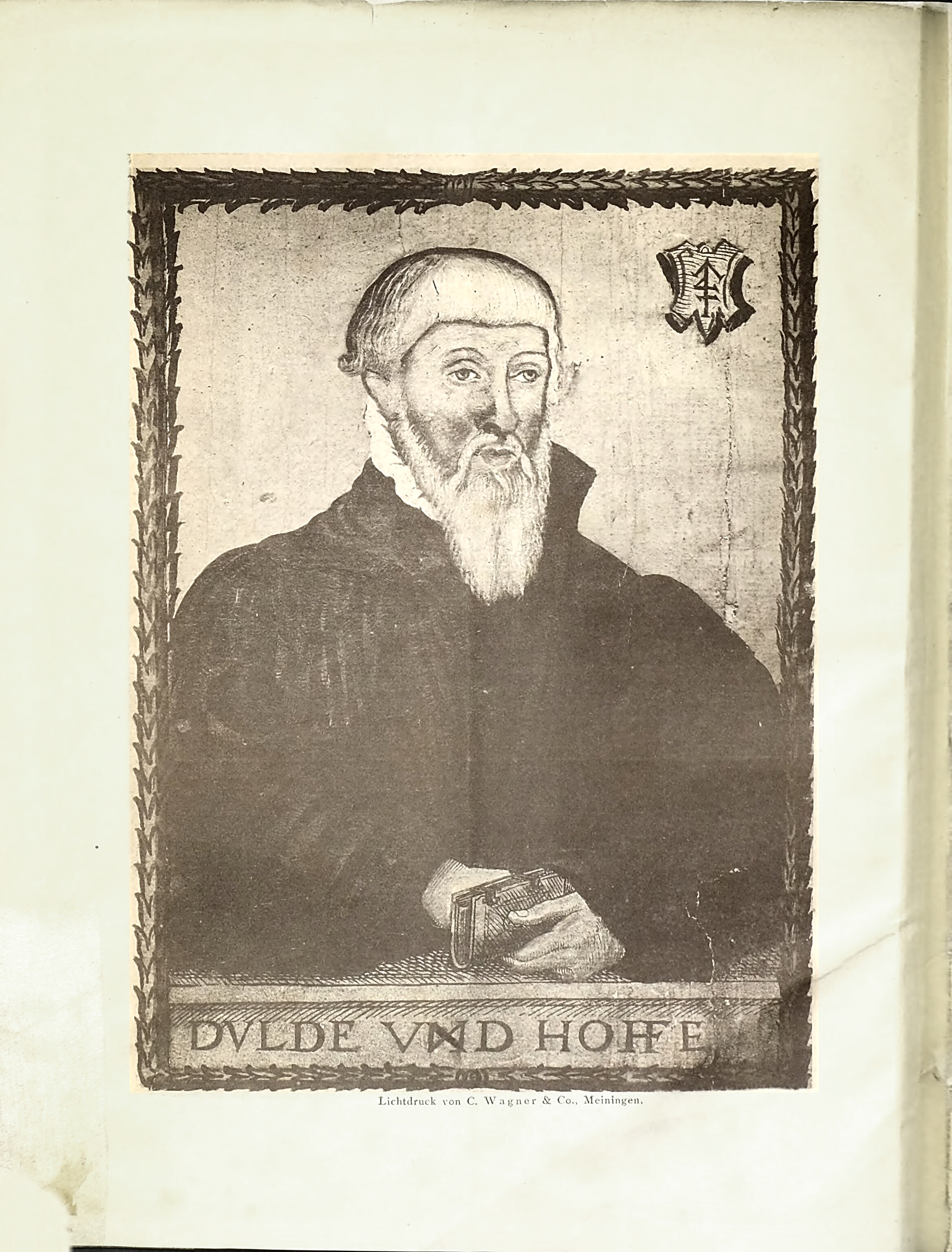
Stephan Riccius

Stephan Riccius, auch Reich (* 25. Dezember 1512 in Kahla; † 15. Mai 1588 in Lissen) war ein evangelischer Theologe der Reformationszeit.

## Leben
Stephan Reich, in einfachen Verhältnissen aufgewachsen, besuchte die Lateinschule in Jena und ging 1529 zum Studium nach Wittenberg. Außer in der artistischen Fakultät hörte er auch Vorlesungen bei Martin Luther, Philipp Melanchthon, Justus Jonas der Ältere und Caspar Cruciger der Ältere. Als ihm das Geld für das Weiterstudium ausging, empfahl ihn Melanchthon dem Johann Stratius in Posen als Lehrer der griechischen Sprache.
Nach anderthalb Jahren kehrte er nach Wittenberg zurück und erwarb 1536 den Magistergrad. Nun wurde er Schulmeister in Jena und heiratete 1537 Barbara Rosenhain, mit der er acht Söhne und eine Tochter hatte. Dasselbe Amt nahm er bald darauf in Saalfeld/Saale wahr, ehe er 1542 dort zum Diakon berufen wurde. Kurze Zeit war er Pfarrer in Langenschade, dann wurde er als Nachfolger von Thomas Naogeorgus in seine Vaterstadt Kahla berufen. 
Doch war dies eine unglückliche Entscheidung. Zwar veröffentlichte er einige Publikationen, doch ergab sich mit der Gemeinde kein gutes Verhältnis. 1555 wurde er bei der Visitation als „gelehrt aber trunksüchtig“ beschrieben. 1558 wurde das haltlose Gerücht aufgebracht, seine Frau habe Ehebruch getrieben. Es kam zu einem hochnotpeinlichen Prozess. Die Frau wurde öffentlich ausgepeitscht und des Landes verwiesen, der inkriminierte Mann hingerichtet. Riccius glaubte an die Unschuld seiner Frau. Er gab sein Amt in Kahla auf und zog in die Nähe von Weißenfels, wo er das Pfarramt in Lissen übernahm. 
Hier hatte er die Möglichkeit, neben seinem pfarramtlichen Dienst eine rege schriftstellerische Tätigkeit zu entfalten. Außer zahlreichen Schulbüchern, Ausgaben und Übersetzungen antiker Autoren gab er eine Reihe von Luthers und Crucigers biblischer Auslegungen heraus. Wie manche andere Theologen dieser Zeit wusste er das humanistische Erbe mit der reformatorischen Theologie zu verbinden.